# اچ‌ام‌اس گلاستر (۱۶۹۵)
اچ‌ام‌اس گلاستر (۱۶۹۵) (به انگلیسی: HMS Gloucester (1695)) یک کشتی بود که طول آن ۱۴۵ فوت ۲ اینچ (۴۴٫۲ متر) بود.